# Enghøj Sogn
Enghøj Sogn er et sogn i Randers Søndre Provsti (Århus Stift). Sognet ligger i Randers Kommune. I Enghøj Sogn ligger Enghøj Kirke.
I Enghøj Sogn findes flg. autoriserede stednavne:
- Helsted (bebyggelse, ejerlav)
- Udervang (bebyggelse)

Enghøj Sogn er udskilt af Borup Sogn og Sankt Clemens Sogn 27. november 1994.